# Конференция католических епископов Танзании
Конференция католических епископов Танзании (англ. Tanzania Episcopal Conference, TEC) — коллегиальный орган церковно-административного управления Римско-Католической церкви церковной иерархии Танзании. Конференция католических епископов Танзании осуществляет определённые пастырские функции, направленные для решения литургических, дисциплинарных и иных вопросов, свойственных танзанийской католической общине. Высшим органом Конференции католических епископов Танзании является общее собрание епископов и архиепископов. Решения Конференции католических епископов Танзании утверждаются Римским папой. Конференция католических епископов Танзании объединяет всех католических иерархов, служащих в этой стране. Входит в состав Ассоциации епископских конференций Восточной Африки (AMECEA) и Симпозиум епископских конференций Восточной Африки и Мадагаскара (СЕКАМ).
Конференция католических епископов была основана в 1956 году, признана танзанийским правительством в 1957 году. 8 января 1980 года римский папа Иоанн Павел II издал буллу «Quantum grata», которой утвердил устав Конференции.
Между Пленарными собраниями, которые собираются трижды в год, руководство Конференцией осуществляет Постоянный совет при содействии Генерального секретаря. В состав Постоянного совета входят председательствующий епископ, выбираемый на Пленарном собрании и представители департаментов. В обязанности Генерального секретаря входят организация Пленарного собрания, выполнение его решений, поддержка связей между иерархами.
Структура
В состав Конференции католических епископов Танзании входят следующие структуры:
- Пленарное собрание
- Постоянный совет
- Генеральный секретарь
- 8 департаментов (финансовый, пастырский, здравоохранения, благотворительности, коммуникаций, апостольства мирян, образования и литургии)
- 3 исследовательских подразделений
- 8 комиссий (вооружённые силы, пенитенциарная система, мигранты, теология, каноническое право, справедливость и мир, экуменизм, посвящённая жизнь)

Список Генеральных секретарей
- Placidus Nkalanga, епископ Букобы (1969—1970)
- James Dominic Sangu, епископ Мбеи (1970—1976)
- Марио Эпифанио Абдалла Мгулунде, епископ Иринги (1976—1982)
- Anthony Mayala, епископ Мусомы (1982—1988)
- Josaphat Louis Lebulu, епископ Саме (1988—1994)
- Justin Tetmu Samba, епископ Мусомы (1994—2000)
- Severine Niwemugizi, епископ Руленге-Нгары (2000—2006)
- Juda Thaddeus Ruwa’ichi, архиепископ Мванзы (2006—2012)
- Тарцизий Нгалалекумтва, епископ Иринги (2012—2018)
- Gervas John Mwasikwabhila Nyaisonga, епископ Мпанды (с 2018 года)